# Gempolpendowo
Gempolpendowo is een bestuurslaag in het regentschap Lamongan van de provincie Oost-Java, Indonesië. Gempolpendowo telt 902 inwoners (volkstelling 2010).